# Comacchio
Comacchio er en by og en kommune i Emilia-Romagna i Italien, i provinsen Ferrara, 48 km fra provinshovedstaden Ferrara.

## Geografi
Comacchio ligger i en lagune lige nord for den nuværende udmunding af floden Reno. Den ligger på flere end 13 småøer, som er forbundet med broer. Den største kilde til velstand i disse vådområder er fiskeopdræt og saltdamme. Havnen i Porto Garibaldi ligger 7 km mod øst. Vådområdet syd for byen Valli di Comacchio er fredet område i Italien. Det er også klassificeret som internationalt vigtigt af Ramsar-konventionen om beskyttelse og bæredygtig brug af vådområder.

## Historie
Efter at den tidligt var blevet besat af etruskerne og gallerne mens byen lå ved floden Po's hovedløb, blev Comacchio en del af Romerriget. Under kejser Augustus, som regerede fra 27 f.Kr. til 14 blev der bygget en kanal for at uddybe lagunen. En del af de oprindelige vådområder blev drænet og delt mellem villae rusticae.
Comacchio oplevede en velstandsperiode under goterne og langobarderne og blev sæde for longobarderne. Det var saltet, der var kilden til dens rigdom, sammen med den startegiske betydning og placering. Da den langobardiske kong Authari udvidede riget på bekostning af Byzans, erobrede han fæstningen i Comacchio og afbrød forbindelsen mellem Padua og Ravenna. Da frankerne trængte ind i Norditalien i 756, medtog deres konge Pipin den Lille Comacchio i hans berømte landoverdragelse til Pave Stefan 3., en gave som senere blev bekræftet af hans søn og efterfølger Karl den Store. I 854 blev Comacchio ødelagt af deres rivaler indenfor salthandelen, venetianerne, som lagde den i grus i 946. Comacchio rejste sig langsomt. Pavestaten erhvervede senere byen og overlod den til ærkebiskoppen af Ravenna.
I 1200-tallet overlod kejser Rudolf 1. byen til Obizzo 4. d'Este af Ferrara. I 1508 blev byen venetiansk, men i 1597 taget tilbage af pave Clemens 8. som et ledigt len. I 1598 erhvervede Pavestaten igen Comacchio og beholdt den indtil 1866 hvor den blev en del af kongeriget Italien. Malaria gjorde stedet usundt.
Siden da er mange af sumpene forsvundet, hvilket har givet plads til udvidelse af landbruget og skabt nye beboelsesområder. Comacchio var engang hjemsted for et sukkerraffinaderi, som lukkede i 1988. Comacchio og dens strandområde Lidi er turistcentre.
Under et angreb ved Comacchio den 9. april 1945 ved 2. verdenskrigs slutning blev den højtdekorerede danske soldat Anders Lassen dræbt.